# Вознесенский район (Мелитопольский округ)
Вознесенский район — административно-территориальная единица, существовавшая с 1923 по 1930 год в составе Мелитопольского округа УССР. Районный центр в селе Вознесенка.

## История

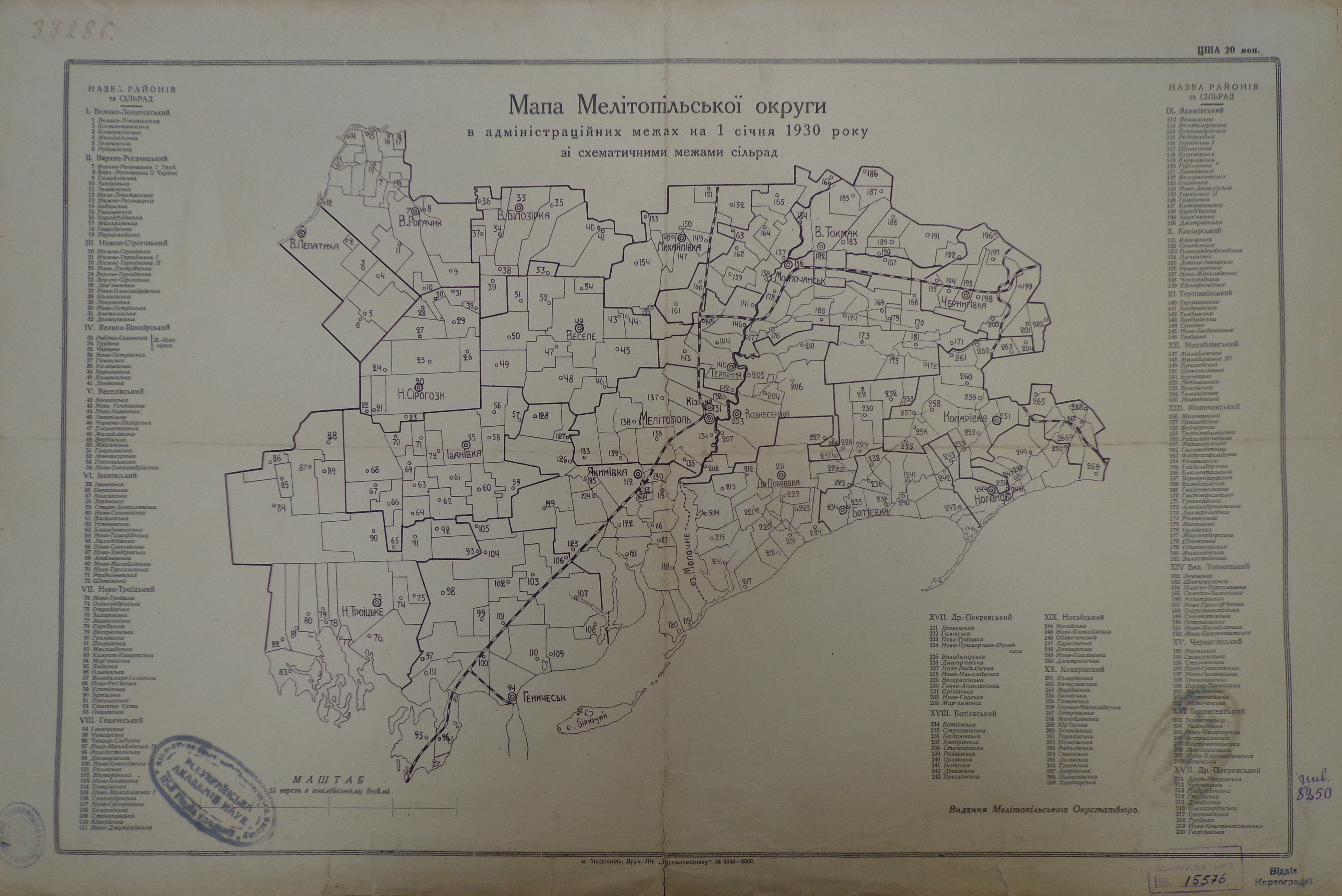
Вознесенский район на карте Мелитопольского округа 1930 года.

- Район был образован в 1923 году[1]. Он включал в себя восточную часть нынешнего Мелитопольского района и небольшой выступ в сторону нынешнего Приазовского района[2].
- В 1930 году административно-территориальное деление УССР реформировалось. Мелитопольский округ, как и все другие округа, был расформирован. 2 сентября 1930 года Вознесенский район был ликвидирован, а его территория присоединена к  Мелитопольскому району.

## Административно-территориальное деление
По состоянию на 1 января 1930 года Вознесенский район делился на 7 сельсоветов:
| №  | Название             | Центр              |
| -- | -------------------- | ------------------ |
| 1. | Астраханский         | Астраханка         |
| 2. | Вознесенский         | Вознесенка         |
| 3. | Константиновский     | Константиновка     |
| 4. | Тамбовский           | Тамбовка           |
| 5. | Ново-Александровский | Ново-Александровка |
| 6. | Новопилиповский      | Ново-Пилиповка     |
| 7. | Тихоновский          | Тихоновка          |
| 8. | Ясновский            | Ясное              |